# Johan Klinckowström
Johan Klinckowström, Klinkouenström, före adlandet Klinckow, född 1642 i Stralsund, död där 1702, var en svensk militär.
Johan Klinckowström var son till rådmannen Martin Klinckow och Maria von Scheven. Efter att ha varit i nederländsk, fransk och venetiansk krigstjänst blev han svensk överstelöjtnant. Klinckowström blev kommendant i Wolgast 1681 och var överste och kommendant i Stralsund samt chef för garnisonsregementet i Stralsund 1699–1702. Han adlades 1678, men tog aldrig introduktion. En av hans bröder adlades några år senare och blev stamfar till den introducerade ätten Klinckowström.